# Clima de Turquia
Les zones costaneres de Turquia que voregen el mar Egeu i el Mar Mediterrani gaudeixen d'un clima mediterrani temperat, amb estius càlids, i hiverns suaus i humits. La precipitació anual està en aquesta zona entre els 580 i els 1.300 mil·límetres. Les zones costaneres de Turquia que voregen el mar Negre tenen un clima oceànic temperat, amb estius càlids, humits i hiverns freds i humits. La costa del Mar Negre de Turquia rep la major quantitat de precipitació i és l'única regió de Turquia que rep altes precipitacions durant tot l'any. La part oriental de la costa rep una mitjana de 2.500 mil·límetres anuals, la qual cosa és la major precipitació del país.
Les zones costaneres de Turquia banayades pel Mar de Màrmara (incloent-hi Istanbul), que connecten el Mar Egeu i el Mar Negre, tenen un clima de transició entre un clima temperat mediterrani i un clima oceànic temperat, més aviat càlid, estius moderadament secs i hiverns freds i humits. La neu es produeix a les zones costaneres del Mar de Màrmara i el Mar Negre gairebé cada hivern, però en general no dura més que uns pocs dies. Neu a l'altra banda és poc freqüent a les zones costaneres del mar Egeu i molt rar a les zones costaneres de la mar Mediterrània.
Les condicions poden ser molt més dures a les zones més àrides de l'interior. Les muntanyes prop de la costa mediterrània impedeixen que la influència del mar s'estenengui cap a l'interior, la qual cosa dona a l'altiplà d'Anatòlia central de l'interior de Turquia un clima continental, amb marcats contrasts entre les diferents estacions.
Els hiverns en l'altiplà són especialment durs. Es poden donar temperatures d'entre -30 °C a -40 °C en l'est d'Anatòlia, i la neu poden mantenir-se com a mínim 120 dies l'any. A l'oest, la temperatura mitjana a l'hivern es troba per sota d'1 °C. Els estius són calorosos i secs, amb temperatures en general superiors a 30 °C en el dia. La mitjana anual de precipitacions és de 400 mil·límetres, amb quantitats reals determinades per l'elevació. Les regions més seques són la plana de Konya i la plana de Malatya, on la precipitació anual és amb freqüència de menys de 300 mil·límetres. El mes de maig és, generalment, el mes més plujós, mentre que juliol i agost són els més secs.
A continuació es presenten els climes de les regions de Turquia, que mostra com de variats poden ser aquests en els diferents indrets de tot el país: